# نانسي بيرلي
نانسي بيرلي (بالإنجليزية: Nancy Burley)‏ هي متزلجة فنية أسترالية، ولدت في 8 مارس 1930، وتوفيت في 7 يناير 2013.

## وصلات خارجية
- نانسي بيرلي على موقع أوليمبيديا (الإنجليزية)
- نانسي بيرلي على موقع اللجنة الأولمبية الأسترالية (الإنجليزية)